# Mimosa ulbrichiana
Mimosa ulbrichiana är en ärtväxtart som beskrevs av Hermann August Theodor Harms. Mimosa ulbrichiana ingår i släktet mimosor, och familjen ärtväxter. Inga underarter finns listade i Catalogue of Life.